# Službeni položaj
Službeni položaj (cu sensul de Poziția oficială) este un film iugoslav regizat de Fadil Hadžić din 1964. Coloana sonoră a fost compusă de Bojan Adamič.
Managerii unei întreprinderi de textile folosesc diverse escrocherii pentru a obține tot felul de beneficii personale, până când sunt demascați.
A primit Marea Arenă de Aur pentru cel mai bun film la Festivalul de Film de la Pula din 1964.

## Distribuție
| Actor                  | Rol                       |
| ---------------------- | ------------------------- |
| Voja Mirić             | Radman                    |
| Olivera Marković       | Marija                    |
| Milena Dravić          | Zora                      |
| Lojze Potokar          | Jović                     |
| Semka Sokolović-Bertok | Fanika                    |
| Božidar Boban          | šofer Dragec              |
| Mladen Šerment         | građevinar                |
| Petar Banićević        | uzelac                    |
| Stevo Žigon            | urednik novina            |
| Ilija Džuvalekovski    | drug iz komiteta          |
| Alenka Rančić          | radnica u pogonu          |
| Antun Nalis            | činovnik u administraciji |